# Jungle no ōja Tar-chan
Jungle no ōja Tar-chan (ジャングルの王者ターちゃん?) è un manga scritto e disegnato da Masaya Tokuhiro. È stato serializzato nella rivista Weekly Shōnen Jump da marzo 1988. A giugno 1990, nel corso della pubblicazione, il titolo è stato cambiato in Shin jungle no ōja Tar-chan (新ジャングルの王者ターちゃん?) che poi è proseguito fino ad aprile 1995. La prima serie è stata raccolta da Shūeisha in sette volumi tankōbon tra ottobre 1998 e gennaio 1991, mentre Shin jungle no ōja è stato pubblicato in venti tankōbon da febbraio 1991 a luglio 1995.
Dall'opera è stata tratta una serie televisiva anime, prodotta da Group TAC e andata in onda su TV Tokyo tra il 1993 e il 1994, e due videogiochi.

## Trama
Africa centrale. Tar-chan, abbandonato in tenera età e allevato dallo scimpanzé Etekichi, è il muscoloso re della savana e responsabile della salvaguardia di essa da ogni tipo di minaccia.
La serie in una prima parte si concentra sulle demenziali avventure di Tar-chan (fungendo da parodia del personaggio di Tarzan) con leitmotiv peculiari del sottogenere comico slapstick; successivamente le vicende diventano più seriose e affronta problematiche ambientali, tra le quali il bracconaggio.

## Altri media

### Anime
Il manga è stato adattato in una serie animata di 50 episodi, prodotta da Group TAC e andata in onda su TV Tokyo tra ottobre 1993 e settembre 1994.

### Videogiochi
Inoltre sono stati pubblicati due videogiochi ispirati alla serie:
- Jungle King Tar-chan (Game Boy, 29 luglio 1994[2])
- Jungle no ōja Tar-chan: sekai manyū dai kakutō no maki (SNES, 18 settembre 1994).